# Кохаю і крапка
Кохаю і Крапка (рос. Люблю и точка) - український фільм-комедія режисера Валерія Ямбурського.

## Про фільм
Романтична історія з елементами гумору і драматичними моментами, яка відбувається протягом декількох днів на яхті посеред Чорного моря. Фатальна зустріч двох кардинально різних осіб – грубого мисливця, який не дає своїм жертвам жодних шансів, і беззахисної жертви, що мріє знайти свою любов хоч би на одну ніч. Доля подарувала двом різним людям спільний відрізок життя, давши їм шанс побачити кращу сторону світу. Де не потрібно бути мисливцем або жертвою, де можна бути партнером і опорою один для одного. І розуміння того, що сьогоднішній мисливець може вже завтра сам стати жертвою. І осяяння: навіть сьогодні можна знайти таку чарівну любов, яка приходить абсолютно несподівано, розкриваючи в душі тисячі нових фарб і відтінків.
Головна героїня стрічки Таня живе у Севастополь та заробляє на життя дрібним шахрайством. Видаючи себе за повію, вона присипляє чергового клієнта клофеліном, забирає його гроші та ділить виторг зі своїм партнером. Наступною жертвою злочинців має стати сором’язливий чех Петро. Чех має агорафобію (страх перед відкритим простором), тож просить дівчину зустрітися з ним у якійсь маленькій кімнаті.
Для цієї справи спільник дає Тані ключі від своєї розкішної яхти. Ввечері на яхті Таня підливає Петру клофелін, але нічого не знаходить у його гаманці. Розчарована дівчина засинає прямо біля своєї жертви. В цей час алкоголік, якого Таня облаяла на пристані, вирішує помститися кривдниці та перерізає канат, який тримає судно біля берега. За кілька годин яхта виходить у відкрите море. Ані Таня, ані Петро не вміють керувати кораблем, а мобільний у морі не ловить. Тож їм доведеться провести незабутні чотири дні разом, та ще й закохатися один в одного.